# Inđija
Inđija (serbisch-kyrillisch Инђија, veraltet deutsch und ungarisch India) ist eine Stadt im Bezirk Srem in der serbischen Provinz Vojvodina, die etwa 30 Kilometer nordwestlich von Belgrad, abseits der Europastraße 75 liegt. Sie hat rund 24.500 Einwohner. In der Stadt Inđija leben laut Volkszählung von 2002 87,6 % Serben, je 2,0 % Kroaten und Jugoslawen und 1,4 % Ukrainer.

## Geschichte

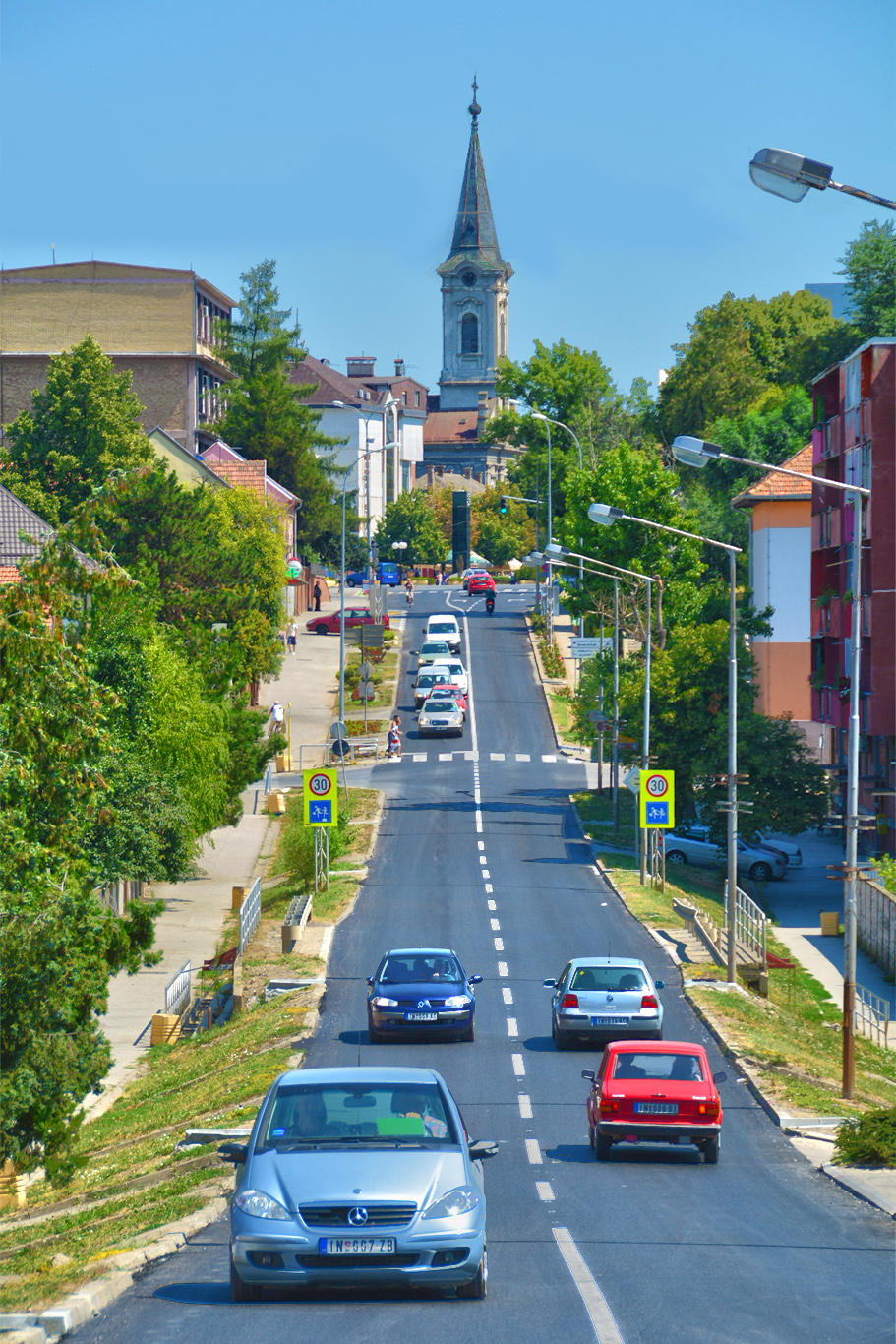
Hauptstraße im Stadtzentrum mit der katholischen Kirche

Die erste urkundliche Erwähnung Inđijas datiert von 1455. Jedoch lag der Ort nördlich der heutigen Siedlung. Inđija findet sich danach in der Charta des Despoten Jovan Branković aus dem Jahr 1496. Während der osmanischen Herrschaft (16. bis 18. Jahrhundert) war Inđija vor allem von Serben bewohnt und Teil des osmanischen Sandschaks Syrmien.
Ab 1718 gehörte Inđija zur Habsburgermonarchie, später Österreich-Ungarn und war mit den Regionen des westlichen Syrmiens als Lehen 1728 an Graf Johann Baptist von Colloredo und Waldsee gefallen. Nachdem der kroatische Baron Marko Pejačević dieses Gut in Pacht übernommen hatte, begann mit der Gründung der Militärgrenze und dem Ankauf des Gutes Mitrowitz durch Baron Pejačević 1745 von den Rudolph Joseph von Colloredo die moderne Entwicklung Inđijas. Das heutige Inđija wurde 1746 von serbischen Aussiedlern aus der Gegend um Beška und Krčedin neugegründet. Aus der Beschreibung von 1746 hatte es damals 60 Haushalte. 1791 waren bereits 122 Haushalte und 1054 Einwohnern verzeichnet. In der zweiten Hälfte des 18. Jahrhunderts war Inđija meist von ethnischen Serben bevölkert. Deutsche und Tschechen begannen sich in Inđija am Anfang des 19. Jahrhunderts anzusiedeln, während die Ungarn, die nach den Serben die größte Mehrheit in Inđija bildeten, nach und nach abwanderten.
Zum Beginn des 19. Jahrhunderts wurden erstmals Messen in Inđija abgehalten. Zu dieser Zeit wurde auch die erste Poststelle in Inđija eröffnet. Der erste Telegraf wurde in Inđija 1850 in Betrieb genommen, während die erste Post-Überweisungen im Jahre 1886 begann. Die erste Bank wurde im Jahre 1897 eröffnet und die erste Handelsschule im Jahre 1897. Das erste elektrische Kraftwerk der Stadt wurde 1911 in Betrieb genommen.
Der industrielle Fortschritt begann in Inđija mit der Einrichtung von Mühlen in der Mitte des 19. Jahrhunderts, später der ersten größeren dampfbetriebenen Mühle, die von einer Budapester Firma im Jahre 1890 erbaut wurde. Nach den Mühlen folgten Ziegelei-Fabriken, während die erste Schreinerei für die Möbelproduktion im Jahre 1876 gegründet wurde. Zu Beginn des 20. Jahrhunderts wurde in Inđija eine später bekannte Pelz-Fabrik gegründet.

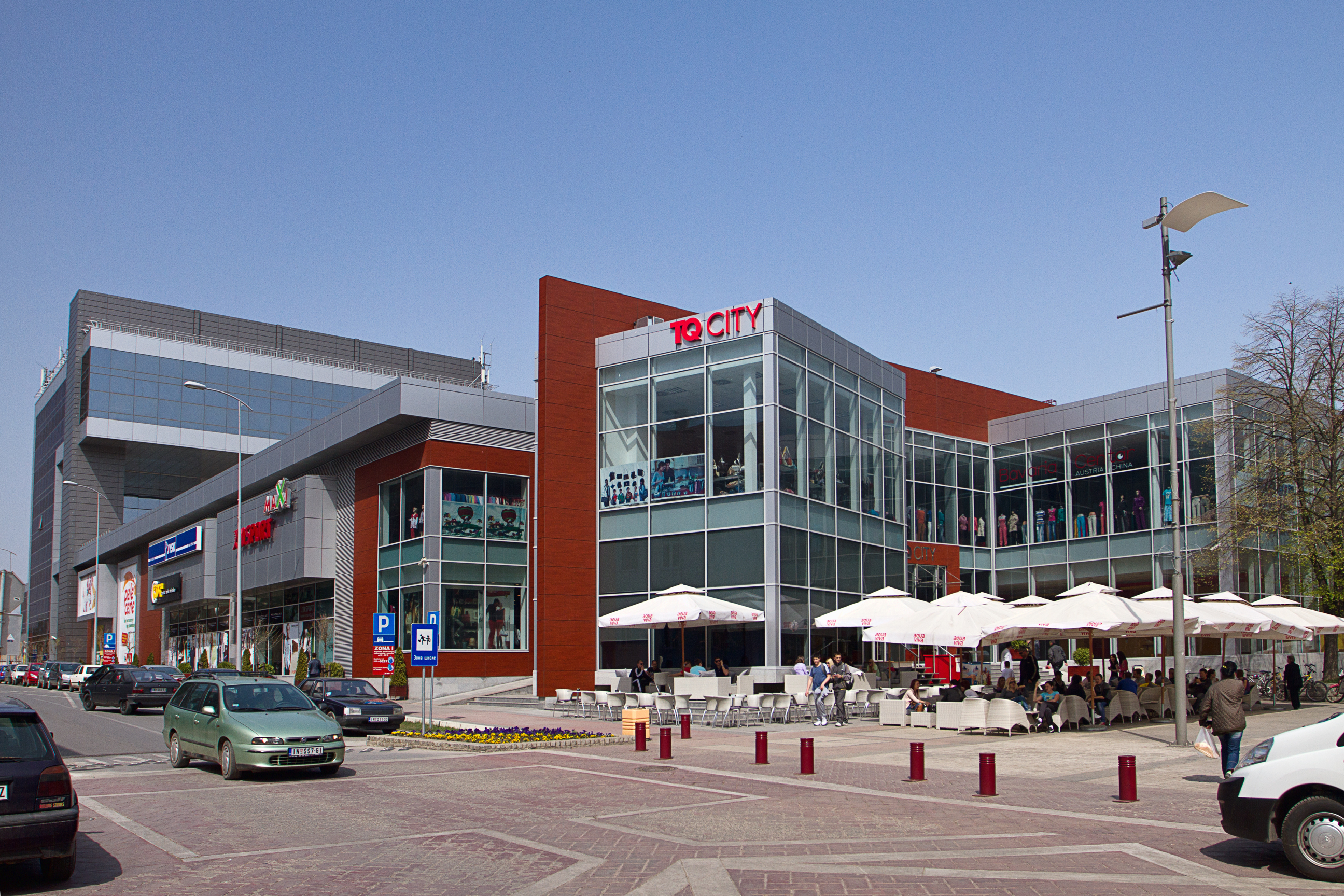
Fußgängerzone mit TQ City

Die industrielle Entwicklung Inđijas hing maßgeblich von der Entwicklung der Eisenbahn-Infrastruktur ab. Der erste Bahnhof wurde 1883 errichtet. Damals wie heute ist Inđija ein bedeutender Eisenbahnknoten. Hier verzweigen sich die Gleise in drei Richtungen: Subotica und Zagreb im Norden und Westen bzw. Belgrad in Richtung Südosten. Diese Lage macht Inđija zu einem wichtigen Drehkreuz der beiden wichtigsten Strecken von Mitteleuropa zur Balkanhalbinsel. Der Eisenbahner-Sportverein "ZRK Zeleznicar 1950" gehört mit seiner Frauen-Handballmannschaft zur Spitzenklasse in Serbien.
Seit 1918 war Inđija Teil des Königreiches der Serben, Kroaten und Slowenen (ab 1929 in Königreich Jugoslawien umbenannt). Nach dem Ersten Weltkrieg entstanden erste Fabriken für Kinderwagen, Nägel, Marmelade, Eipulver und Fallschirme. Textilien und Metall verarbeitende Fabriken folgten direkt nach dem Zweiten Weltkrieg. In der ersten Hälfte des 20. Jahrhunderts wurde Inđija zu einem traditionellen Handelsort und Sitz mancher erfolgreichen Handels-Unternehmen im damaligen sozialistischen Jugoslawien. Die erste Autobahn in Serbien, die sogenannte „International Road“ (Novi Sad–Belgrad), die 1939 gebaut wurde, durchlief Inđija. Die Stadt war damals eine der am weitesten entwickelten Siedlungen in der Region. Heute stellen die absolute Mehrheit in der Stadt mit 87,61 % der Bevölkerung die Serben. Inđija ist auch eine der am weitesten fortgeschrittenen serbischen Gemeinden und ein wichtiges Investitionsziel.

## Demographie
| Zensusjahr | Einwohner | Beleg |
| ---------- | --------- | ----- |
| 1948       | 7758      | [ 3 ] |
| 1953       | 8566      | [ 3 ] |
| 1961       | 13525     | [ 3 ] |
| 1971       | 17892     | [ 3 ] |
| 1981       | 21843     | [ 3 ] |
| 1991       | 23061     | [ 3 ] |
| 2002       | 26247     | [ 3 ] |
| 2011       | 26025     | [ 3 ] |

## Städtepartnerschaften
- Paderno Dugnano, Italien
- Ohrid, Nordmazedonien

## Söhne und Töchter der Stadt
- Stefan Kraft (1884–1959), Politiker
- Oskar Sommerfeld (1885–1973), Maler
- Oskar Feldtänzer (1922–2009), österreichischer Historiker
- Zoran Janković (* 1974), Fußballspieler und -trainer
- Miroslav Raduljica (* 1988), Basketballspieler
- Nemanja Ilić (* 1992), Fußballspieler